# Terremoto de República Dominicana de 1946

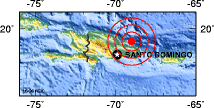
Epicentro del terremoto.

El terremoto de República Dominicana de 1946 tuvo una magnitud de 8.0 y se registró en Samaná, provincia del noreste del país, el 4 de agosto de 1946 a las 17:51 UTC (12:51 hora local vigente). Una réplica ocurrió cuatro días después, el 8 de agosto a las 13.28 UTC con una magnitud de 7.6.
Alrededor de 100 personas murieron por el terremoto y otras 20 000 quedaron sin hogar. El número de muertos fue extraordinariamente bajo pues el sismo coincidió con una fiesta que se celebraba por la tarde, cuando la mayoría de las personas estaban fuera de casa. El movimiento telúrico causó daños severos en la región norteña de República Dominicana, desde Samaná a Santiago y Puerto Plata.
Este terremoto produjo un maremoto de 16 pies (5 m) de altitud en la costa de la Bahía Escocesa que causó la muerte de casi 2 mil personas.